# Jörg Kotterba
Jörg Kotterba (* 28. Februar 1950) ist ein deutscher Journalist und Autor.

## Leben
Kotterba, der eine Lehre zum Schriftsetzer durchlief, war in der Deutschen Demokratischen Republik (DDR) ab dem 24. Lebensjahr als Journalist tätig. Bis 1983 arbeitete er für die Zeitschrift Deutsches Sportecho. Er wurde Chefredakteur der Fachzeitschrift Der Leichtathlet. Er arbeitete auch für die Fußballzeitschrift Fuwo und war bis 1989 Redaktionsmitglied der Berliner Zeitung.
Im August 1989 reiste Kotterba als Leiter der DDR-Delegation zu einem Leichtathletik-Wettkampf ins schwedische Malmö. Von dem Land aus setzte er sich in die Bundesrepublik Deutschland ab, indem er die Fähre von Trelleborg nach Travemünde bestieg. Eigener Aussage zufolge entschied er sich, nicht in die DDR zurückzukehren, weil er „von diesem starrsinnigen, verlogenen Parteiapparat“ die Nase voll gehabt habe. Nach der Ankunft in der Bundesrepublik veröffentlichte das Hamburger Abendblatt eine Artikelreihe, in der Kotterba seine Flucht und die Verhältnisse in der DDR beschrieb. Darin berichtete er unter anderem von Wahlbetrug und über die Rolle des Journalismus in der DDR.
Kotterba arbeitete für die Zeitung Express in Köln und war in derselben Stadt für den Deutschen Sportverlag tätig. Nach der friedlichen Revolution in der DDR kehrte er in den Osten zurück und war zunächst Chefredakteur der Neuen Frankfurter Zeitung in Frankfurt (Oder), ab 1991 dann Herausgeber und Chefredakteur des Oder-Anzeigers und wurde Geschäftsführer der Oder-Anzeiger Media GmbH. Ab 1997 war er für die Märkische Oderzeitung tätig, für die er bis zum Eintritt in die Rente arbeitete.
1998 erschien sein zusammen mit Herbert Kriszun erstelltes Buch Hör mal zu, Fritze!: 20 Menschen über Frankfurt (Oder) und Fritz Krause, der 25 Jahre lang ihr Oberbürgermeister war. Er war als Autor am Buch Über den Dächern von Frankfurt (2003) beteiligt. Kotterba schrieb das 2010 veröffentlichte Buch Einst und jetzt. Frankfurt (Oder) Słubice sowie Gesichter (m)einer Stadt aus dem Jahr (2017). 2019 veröffentlichte Kotterba das Buch Don Camillo & Peppone. Zum vom Beauftragten der Bundesregierung für Ostdeutschland herausgegebenen Werk Ostdeutschland. Ein neuer Blick. trug er 2022 den Aufsatz Ich liebe Brandenburg bei.